# Dorabase
Dorabase (ドラベース?, Dorabesu), sottotitolato Doraemon Super Baseball Gaiden (ドラえもん超野球(スーパーベースボール)外伝?), è un manga spokon dedicato al baseball, realizzato da Shintaro Mugiwara e basato sui personaggi della popolare serie Doraemon. È stato pubblicato sulla rivista della Shogakukan CoroCoro Comic. È inoltre stato pubblicato in Indonesia dalla Elex Media Komputindo, in Malaysia dalla Tora Aman, in Thailandia dalla Nations group ed in Vietnam dalla Kim Dong Publishing House.
La serie segue le vicende di altri gatti robotici come Doraemon che fanno parte di una squadra di baseball. Benché lo stesso Doraemon compaia spesso nelle storie, nell'economia della storia si tratta di un personaggio secondario. Protagonista della storia è invece Kuroemon, un gatto simile a Doraemon, dotato di orecchie e dal pelo nero. Nella serie, i gatti robot possono utilizzare un massimo di tre gadget tecnologici durante le partite.